# Listen (노래)
〈Listen〉(리슨)은 2007년, 비욘세 놀스 (Beyoncé Knowles)가 발표한 싱글 음반으로서, 2006년 미국의 뮤지컬 영화《드림걸즈》(Dreamgirls)의 사운드트랙으로 잘 알려진 R&B 발라드, 소울 장르의 노래이다.

## 수록 곡 목록
- 미국판

1. "Listen" (앨범 버전)
2. "Listen" (Instrumental)

- 해외판[7]

1. "Listen" (3:40)
2. "Irreplaceable" (DJ Speedy Remix) (4:21)

- 벨기에 판본[8]

1. "Listen" (3:40)
2. "Irreplaceable" (Maurice Joshua Remix Edit) (4:04)

## 작업
1981년, 미국의 뉴욕 브로드웨이 뮤지컬《드림걸즈》(Dreamgirls)가 작곡가 헨리 크리거(Henry Krieger)와 극작가 톰 아이언(Tom Eyen)에 의해 만들어졌고, 25년 후엔 그 뮤지컬을 원작으로 하여 헐리웃 뮤지컬 영화가 만들어졌다. 원곡을 만들었던 헨리 크리거는 이 영화에서도 음악을 담당하였고, 영화 제작에 맞추어 새로운 노래, 네 곡을 추가하였는데, 그 신곡 중 하나가 바로 "Listen"이다. 비욘세 놀스(Beyoncé Knowles)가 연기한 디나 존스(Deena Jones)가 영화 속에서 이 노래를 불렀으며, 극 후반부인 2막 14번째 노래로 나온다.

## 음반 출시

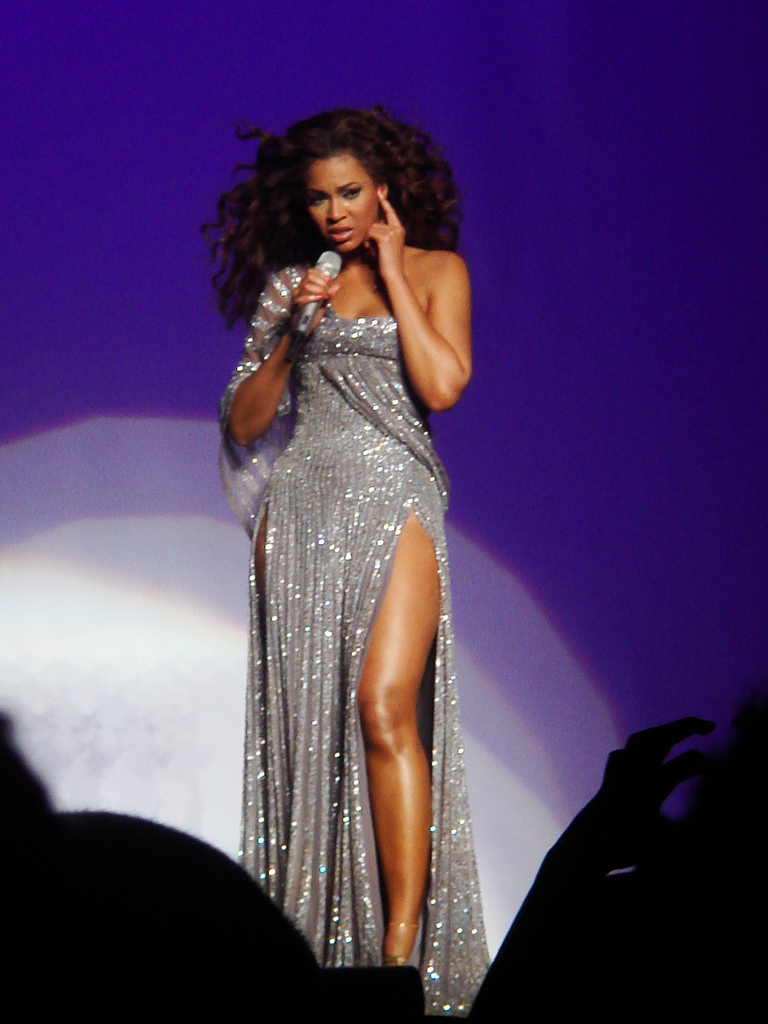
"Listen"을 부르는 비욘세의 모습.

사운드트랙 음반은 2006년 12월 5일 미국에서 출시되었고, 그 음반에 수록되었던 이 노래는 싱글로서 별도로 2007년 1월 29일에 출시되었다. 2006년 9월 5일 출시된 비욘세의 두 번째 정규 솔로 앨범《B'Day》의 해외판에도 보너스 트랙으로 이 노래가 수록되었으며, 2007년 8월 28일 출시된 비욘세의 EP《Irreemplazable》에도 수록되었다.

## 차트
| 차트                         | 순위 |
| ---------------------------- | ---- |
| 미국 빌보드 핫 100           | 61   |
| 미국 빌보드 팝 100           | 56   |
| 미국 빌보드 핫 R&B/힙합 노래 | 23   |
| 영국 싱글 차트               | 08   |
| 아일랜드 싱글 차트           | 06   |
| 이탈리아 싱글 차트           | 03   |
| 스페인 EñE 싱글 차트         | 02   |
| 오스트리아 톱 75             | 32   |
| 독일 싱글 톱 100             | 18   |
| 스위스 싱글 톱 100           | 10   |